# 鬃林鸭
鬃林鸭（学名：Chenonetta jubata），是雁形目鸭科的一种鸟类。

## 特征
鬃林鸭体重约807.46克，翼长约258.8毫米，嘴峰长约36.5毫米，喙宽度约13.6毫米，喙厚度约9.7毫米，跗蹠长约47.8毫米，尾长约93.7毫米。鬃林鸭在其分布区内为留鸟，其栖息在开放的湖泊、沼泽等湿地环境中，食性为草食性，主要食物来源是陆生植物。

## 分布
澳大利亚，塔斯马尼亚。